# 富尔诺
富尔诺（法語：Fourneaux，法語發音：[fuʁno]）是法国卢瓦尔省的一个市镇，位于该省东部偏北，属于罗阿讷区。

## 地理
富尔诺（45°56'13"N, 4°16'10"E）面积12.17 平方千米，位于法国奥弗涅-罗讷-阿尔卑斯大区卢瓦尔省，该省份为法国中南部省份，北起顺时针与索恩-卢瓦尔省、罗讷省、伊泽尔省、阿尔代什省、上盧瓦爾省、多姆山省和阿列省接壤。
与富尔诺接壤的市镇（或旧市镇、城区）包括：昂普勒皮、希拉西蒙、冈河畔克鲁瓦泽、莱镇、马谢扎勒、圣瑞斯特拉庞迪、圣桑福里安德莱。

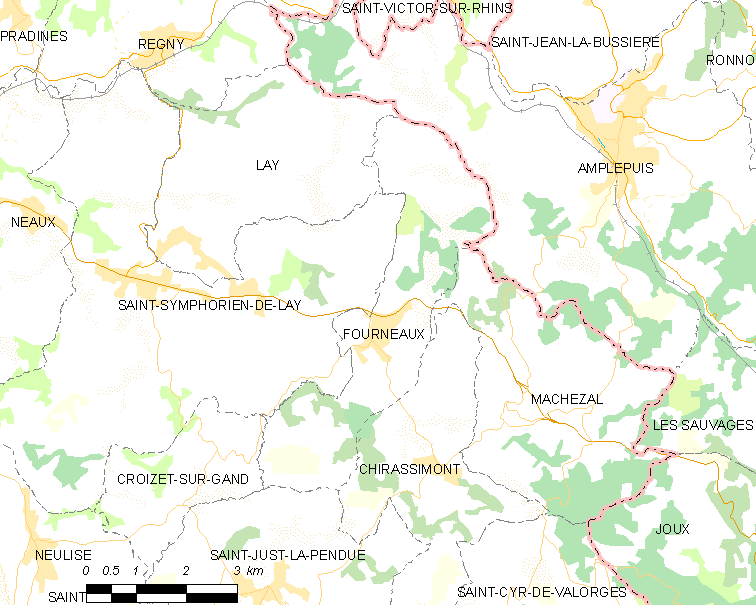
富尔诺的OSM定位图

富尔诺的时区为UTC+01:00、UTC+02:00（夏令时）。

## 行政
富尔诺的邮政编码为42470，INSEE市镇编码为42098。

## 政治
富尔诺所属的省级选区为勒科托县。

## 人口

1962-2008年间富尔诺人口变化图示

富尔诺于2022年1月1日时的人口数量为567人。